# Dívčí reálné gymnasium kongregace školských sester
Dívčí reálné gymnasium kongregace školských sester je zrušená střední škola v Praze, která sídlila v budově na rohu náměstí Míru a ulice Korunní. Gymnázium zde bylo obnoveno roku 1993 jako Arcibiskupské gymnázium v Praze.

## Historie
Česká kongregace Školských sester svatého Františka v čele s generální představenou S.M. Hyacintou Zahálkovou zakoupila roku 1905 v Korunní třídě na Vinohradech v Praze dům čp. 4. a v něm otevřela dívčí gymnázium. 20. září téhož roku zde bylo zahájeno vyučování v 1. třídě s 26 žákyněmi. Roku 1906 kongregace přikoupila také sousední dům čp. 2 a protože se gymnázium každým školním rokem rozrůstalo, přikoupila roku 1910 další sousední dům čp. 585 (Francouzská 1).
Do školy byly přijímány i dívky jiného vyznání nebo bez vyznání. Žákyně z chudých rodin neplatily školné a zdarma dostávaly učebnice a jiné pomůcky. Školu financoval mimo jiné „Podpůrný spolek“, který konal různé charitativní bazary nebo koncerty, a sestry o prázdninách pořádaly po celých Čechách sbírky.
Protože stávají prostory již nedostačovaly, začalo se uvažovat o stavbě nové budovy. Koncem roku 1935 byla schválena půjčka a staré budovy v Korunní čp. 2 a čp. 4 po ukončení školního roku 1936-37 zbořeny. Na jejich místě vyrostla škola nová, otevřená pro školní rok 1938-39.
Po roce 1939
18. července 1941 zrušila zemská školní rada řádová gymnázia a o prázdninách 1942 byly zrušeny zbývající školy obecné, měšťanské a obchodní. Budovy v Korunní včetně penzionátu zabral Wehrmacht. Po skončení války se sem kongregace vrátila.
V květnu 1949 bylo gymnázium zestátněno. Dalekohled a astronomické vybavení byly odstraněny a v kopuli nainstalovány zásobníky vody pro vodovodní topení. Sídlila zde 14. jedenáctiletá škola a od 60. letech 20. století Gymnázium Wilhelma Piecka. Od roku 1990 budova sloužila Gymnáziu Korunní, které se roku 1993 odstěhovalo na Smíchov do Zborovské ulice do uvolněné budovy po průmyslovce.
Po roce 1989
Budova v Korunní byla roku 1992 navrácena kongregaci školských sester řádu sv. Františka, církevní gymnázium zde bylo obnoveno a přejmenováno na Arcibiskupské gymnázium.

## Budova
Budova školy byla postavena v letech 1937-1938 podle plánů architekta Tomáše Šaška.
Dokončena byla 29. října 1938 a vysvěcena kardinálem Karlem Kašparem. Měla domácí kapli, tělocvičnu a observatoř s dalekohledem a dalším astronomickým vybavením. V přízemí byla ředitelna, hovorna, rýsovna, kreslírna, laboratoř a zeměpisné, přírodovědné a fyzikální kabinety. Internát byl umístěn ve 4. patře.

## Názvy školy
- Dívčí reálné gymnasium kongregace školských sester O.S.F. s právem veřejnosti, Praha XII. - Vinohrady, Korunní 2[3]

## Učitelé a absolventi
Absolventi
- Valja Stýblová